# Василёк (Орловская область)
Василёк — посёлок в Дмитровском районе Орловской области. Входит в состав Столбищенского сельского поселения.

## География
Расположен в 17 км к северо-востоку от Дмитровска. Высота населённого пункта над уровнем моря — 256 м.

## История
В 1926 году в посёлке было 20 хозяйств крестьянского типа, проживал 131 человек (57 мужского пола и 74 женского). В то время Василёк входил в состав Столбищенского сельсовета Лубянской волости Дмитровского уезда. С 1928 года в составе Дмитровского района. В 1937 году в посёлке было 12 дворов. Во время Великой Отечественной войны, с октября 1941 года по август 1943 года, находился в зоне немецко-фашистской оккупации.

## Население
| Годы      | 1926 | 1981 | 2002 | 2010 |
| --------- | ---- | ---- | ---- | ---- |
| Население | 131  | ≈40  | 23   | ↘16  |